# Tame Impala/Diskografie
Diese Diskografie ist eine Übersicht über die musikalischen Werke des australischen Psychedelic-Rock-Projekts Tame Impala. Den Schallplattenauszeichnungen zufolge hat es bisher mehr als 24,7 Millionen Tonträger verkauft, davon alleine in seiner Heimat über 1,2 Millionen. Seine erfolgreichste Veröffentlichung ist die Single The Less I Know the Better mit über 7,4 Millionen verkauften Einheiten.

## Alben

### Studioalben
| Jahr | Titel Musiklabel             | Höchstplatzierung, Gesamtwochen, AuszeichnungChartplatzierungen (Jahr, Titel, Musiklabel, Platzierungen, Wochen, Auszeichnungen, Anmerkungen) | Höchstplatzierung, Gesamtwochen, AuszeichnungChartplatzierungen (Jahr, Titel, Musiklabel, Platzierungen, Wochen, Auszeichnungen, Anmerkungen) | Höchstplatzierung, Gesamtwochen, AuszeichnungChartplatzierungen (Jahr, Titel, Musiklabel, Platzierungen, Wochen, Auszeichnungen, Anmerkungen) | Höchstplatzierung, Gesamtwochen, AuszeichnungChartplatzierungen (Jahr, Titel, Musiklabel, Platzierungen, Wochen, Auszeichnungen, Anmerkungen) | Höchstplatzierung, Gesamtwochen, AuszeichnungChartplatzierungen (Jahr, Titel, Musiklabel, Platzierungen, Wochen, Auszeichnungen, Anmerkungen) | Höchstplatzierung, Gesamtwochen, AuszeichnungChartplatzierungen (Jahr, Titel, Musiklabel, Platzierungen, Wochen, Auszeichnungen, Anmerkungen) | Anmerkungen                                                                          |
| Jahr | Titel Musiklabel             | AU | DE | AT | CH | UK | US | Anmerkungen                                                                          |
| ---- | ---------------------------- | --- | --- | --- | --- | --- | --- | ------------------------------------------------------------------------------------ |
| 2010 | Innerspeaker Modular         | AU4 Platin · (10 Wo.)AU | DE47 (1 Wo.)DE | — | — | UK— GoldUK | — | Erstveröffentlichung: 21. Mai 2010 in DE erst 2021 in den Charts Verkäufe: + 170.000 |
| 2012 | Lonerism Modular             | AU4 Platin · (25 Wo.)AU | — | — | CH60 (1 Wo.)CH | UK14 Gold · (6 Wo.)UK | US34 (15 Wo.)US | Erstveröffentlichung: 5. Oktober 2012 Verkäufe: + 217.500                            |
| 2015 | Currents Modular, Interscope | AU1 Platin · (51 Wo.)AU | DE25 (2 Wo.)DE | AT30 (1 Wo.)AT | CH11 (8 Wo.)CH | UK3 Platin · (29 Wo.)UK | US4 Platin · (206 Wo.)US | Erstveröffentlichung: 17. Juli 2015 Verkäufe: + 1.610.000                            |
| 2020 | The Slow Rush Modular        | AU1 Platin · (24 Wo.)AU | DE7 (4 Wo.)DE | AT9 (3 Wo.)AT | CH3 (4 Wo.)CH | UK3 Gold · (5 Wo.)UK | US3 Gold · (6 Wo.)US | Erstveröffentlichung: 14. Februar 2020 Verkäufe: + 790.000                           |

### Livealben
| Jahr | Titel Musiklabel           | Höchstplatzierung, Gesamtwochen, AuszeichnungChartplatzierungen (Jahr, Titel, Musiklabel, Platzierungen, Wochen, Auszeichnungen, Anmerkungen) | Höchstplatzierung, Gesamtwochen, AuszeichnungChartplatzierungen (Jahr, Titel, Musiklabel, Platzierungen, Wochen, Auszeichnungen, Anmerkungen) | Höchstplatzierung, Gesamtwochen, AuszeichnungChartplatzierungen (Jahr, Titel, Musiklabel, Platzierungen, Wochen, Auszeichnungen, Anmerkungen) | Höchstplatzierung, Gesamtwochen, AuszeichnungChartplatzierungen (Jahr, Titel, Musiklabel, Platzierungen, Wochen, Auszeichnungen, Anmerkungen) | Höchstplatzierung, Gesamtwochen, AuszeichnungChartplatzierungen (Jahr, Titel, Musiklabel, Platzierungen, Wochen, Auszeichnungen, Anmerkungen) | Höchstplatzierung, Gesamtwochen, AuszeichnungChartplatzierungen (Jahr, Titel, Musiklabel, Platzierungen, Wochen, Auszeichnungen, Anmerkungen) | Anmerkungen                          |
| Jahr | Titel Musiklabel           | AU | DE | AT | CH | UK | US | Anmerkungen                          |
| ---- | -------------------------- | --- | --- | --- | --- | --- | --- | ------------------------------------ |
| 2010 | Live at the Corner Modular | — | — | — | — | — | — | Erstveröffentlichung: 21. Mai 2010   |
| 2014 | Live Versions Modular      | AU97 (1 Wo.)AU | — | — | — | — | — | Erstveröffentlichung: 19. April 2014 |

### EPs
| Jahr | Titel Musiklabel                                  | Höchstplatzierung, Gesamtwochen, AuszeichnungChartplatzierungen (Jahr, Titel, Musiklabel, Platzierungen, Wochen, Auszeichnungen, Anmerkungen) | Höchstplatzierung, Gesamtwochen, AuszeichnungChartplatzierungen (Jahr, Titel, Musiklabel, Platzierungen, Wochen, Auszeichnungen, Anmerkungen) | Höchstplatzierung, Gesamtwochen, AuszeichnungChartplatzierungen (Jahr, Titel, Musiklabel, Platzierungen, Wochen, Auszeichnungen, Anmerkungen) | Höchstplatzierung, Gesamtwochen, AuszeichnungChartplatzierungen (Jahr, Titel, Musiklabel, Platzierungen, Wochen, Auszeichnungen, Anmerkungen) | Höchstplatzierung, Gesamtwochen, AuszeichnungChartplatzierungen (Jahr, Titel, Musiklabel, Platzierungen, Wochen, Auszeichnungen, Anmerkungen) | Höchstplatzierung, Gesamtwochen, AuszeichnungChartplatzierungen (Jahr, Titel, Musiklabel, Platzierungen, Wochen, Auszeichnungen, Anmerkungen) | Anmerkungen                                                 |
| Jahr | Titel Musiklabel                                  | AU | DE | AT | CH | UK | US | Anmerkungen                                                 |
| ---- | ------------------------------------------------- | --- | --- | --- | --- | --- | --- | ----------------------------------------------------------- |
| 2008 | Tame Impala [H.I.T.S. 003] Hole in the Sky        | — | — | — | — | — | — | Erstveröffentlichung: 1. September 2008                     |
| 2008 | Tame Impala Modular                               | AU82 (1 Wo.)AU | — | — | — | — | — | Erstveröffentlichung: 8. Oktober 2008                       |
| 2013 | Peace and Paranoia Tour 2013 Lovely Sort of Death | — | — | — | — | — | — | Erstveröffentlichung: 29. Oktober 2013 mit The Flaming Lips |

## Singles

### Als Leadmusiker
| Jahr | Titel Album                                   | Höchstplatzierung, Gesamtwochen, AuszeichnungChartplatzierungen (Jahr, Titel, Album, Platzierungen, Wochen, Auszeichnungen, Anmerkungen) | Höchstplatzierung, Gesamtwochen, AuszeichnungChartplatzierungen (Jahr, Titel, Album, Platzierungen, Wochen, Auszeichnungen, Anmerkungen) | Höchstplatzierung, Gesamtwochen, AuszeichnungChartplatzierungen (Jahr, Titel, Album, Platzierungen, Wochen, Auszeichnungen, Anmerkungen) | Höchstplatzierung, Gesamtwochen, AuszeichnungChartplatzierungen (Jahr, Titel, Album, Platzierungen, Wochen, Auszeichnungen, Anmerkungen) | Höchstplatzierung, Gesamtwochen, AuszeichnungChartplatzierungen (Jahr, Titel, Album, Platzierungen, Wochen, Auszeichnungen, Anmerkungen) | Höchstplatzierung, Gesamtwochen, AuszeichnungChartplatzierungen (Jahr, Titel, Album, Platzierungen, Wochen, Auszeichnungen, Anmerkungen) | Anmerkungen                                                   |
| Jahr | Titel Album                                   | AU | DE | AT | CH | UK | US | Anmerkungen                                                   |
| ---- | --------------------------------------------- | --- | --- | --- | --- | --- | --- | ------------------------------------------------------------- |
| 2009 | Sundown Syndrome –                            | — | — | — | — | — | — | Erstveröffentlichung: 30. Juni 2009                           |
| 2010 | Solitude Is Bliss Innerspeaker                | — | — | — | — | — | — | Erstveröffentlichung: 1. April 2010                           |
| 2010 | Lucidity Innerspeaker                         | — | — | — | — | — | — | Erstveröffentlichung: Juli 2010                               |
| 2010 | Expectation Innerspeaker                      | — | — | — | — | — | — | Erstveröffentlichung: 3. Dezember 2010                        |
| 2011 | Why Won’t You Make Up Your Mind? Innerspeaker | — | — | — | — | — | — | Erstveröffentlichung: 30. Januar 2011                         |
| 2012 | Elephant Lonerism                             | AU77 Platin · (1 Wo.)AU | — | — | — | UK— GoldUK | US— GoldUS | Erstveröffentlichung: 26. Juli 2012 Verkäufe: + 1.010.000     |
| 2012 | Feels Like We Only Go Backwards Lonerism      | AU74 ×3Dreifachplatin · (1 Wo.)AU | — | — | — | UK— GoldUK | US— GoldUS | Erstveröffentlichung: 1. Oktober 2012 Verkäufe: + 1.200.000   |
| 2013 | Mind Mischief Lonerism                        | AU— GoldAU | — | — | — | — | — | Erstveröffentlichung: Januar 2013 Verkäufe: + 35.000          |
| 2015 | Let It Happen Currents                        | AU84 ×4Vierfachplatin · (1 Wo.)AU | — | — | — | UK— PlatinUK | US— PlatinUS | Erstveröffentlichung: 11. März 2015 Verkäufe: + 2.055.000     |
| 2015 | ’Cause I’m a Man Currents                     | AU80 Gold · (1 Wo.)AU | — | — | — | — | US— GoldUS | Erstveröffentlichung: 7. April 2015 Verkäufe: + 535.000       |
| 2015 | Eventually Currents                           | AU— ×2DoppelplatinAU | — | — | — | UK— SilberUK | US— PlatinUS | Erstveröffentlichung: 15. Juni 2015 Verkäufe: + 1.340.000     |
| 2015 | Yes I’m Changing Currents                     | — | — | — | — | — | US— GoldUS | Erstveröffentlichung: 17. Juli 2015 Verkäufe: + 500.000       |
| 2015 | New Person, Same Old Mistakes Currents        | — | — | — | — | UK— GoldUK | US— PlatinUS | Erstveröffentlichung: 17. Juli 2015 Verkäufe: + 1.455.000     |
| 2015 | The Less I Know the Better Currents           | AU17 ×10Zehnfachplatin · (5 Wo.)AU | DE— GoldDE | — | — | UK— ×3DreifachplatinUK | US— ×4VierfachplatinUS | Erstveröffentlichung: 29. November 2015 Verkäufe: + 7.440.000 |
| 2019 | Patience –                                    | AU63 Gold · (1 Wo.)AU | — | — | — | UK79 (1 Wo.)UK | — | Erstveröffentlichung: 22. März 2019 Verkäufe: + 35.000        |
| 2019 | Borderline The Slow Rush                      | AU— ×3DreifachplatinAU | — | — | — | UK78 Platin · (1 Wo.)UK | US— PlatinUS | Erstveröffentlichung: 12. April 2019 Verkäufe: + 2.080.000    |
| 2019 | It Might Be Time The Slow Rush                | AU— GoldAU | — | — | — | — | — | Erstveröffentlichung: 28. Oktober 2019 Verkäufe: + 35.000     |
| 2019 | Posthumous Forgiveness The Slow Rush          | — | — | — | — | — | — | Erstveröffentlichung: 3. Dezember 2019                        |
| 2020 | Lost in Yesterday The Slow Rush               | AU— GoldAU | — | — | — | UK89 Silber · (1 Wo.)UK | US— GoldUS | Erstveröffentlichung: 8. Januar 2020 Verkäufe: + 735.000      |
| 2020 | Breathe Deeper The Slow Rush                  | AU— GoldAU | — | — | — | UK59 (1 Wo.)UK | US— GoldUS | Erstveröffentlichung: 14. Februar 2020 Verkäufe: + 535.000    |
| 2020 | Is It True The Slow Rush                      | — | — | — | — | UK— SilberUK | US— GoldUS | Erstveröffentlichung: 21. August 2020 Verkäufe: + 770.000     |
| 2025 | End of Summer –                               | — | — | — | — | UK87 (1 Wo.)UK | — | Erstveröffentlichung: 25. Juli 2025                           |

### Als Gastmusiker
| Jahr | Titel Album             | Höchstplatzierung, Gesamtwochen, AuszeichnungChartplatzierungen (Jahr, Titel, Album, Platzierungen, Wochen, Auszeichnungen, Anmerkungen) | Höchstplatzierung, Gesamtwochen, AuszeichnungChartplatzierungen (Jahr, Titel, Album, Platzierungen, Wochen, Auszeichnungen, Anmerkungen) | Höchstplatzierung, Gesamtwochen, AuszeichnungChartplatzierungen (Jahr, Titel, Album, Platzierungen, Wochen, Auszeichnungen, Anmerkungen) | Höchstplatzierung, Gesamtwochen, AuszeichnungChartplatzierungen (Jahr, Titel, Album, Platzierungen, Wochen, Auszeichnungen, Anmerkungen) | Höchstplatzierung, Gesamtwochen, AuszeichnungChartplatzierungen (Jahr, Titel, Album, Platzierungen, Wochen, Auszeichnungen, Anmerkungen) | Höchstplatzierung, Gesamtwochen, AuszeichnungChartplatzierungen (Jahr, Titel, Album, Platzierungen, Wochen, Auszeichnungen, Anmerkungen) | Anmerkungen                                                                                         |
| Jahr | Titel Album             | AU | DE | AT | CH | UK | US | Anmerkungen                                                                                         |
| ---- | ----------------------- | --- | --- | --- | --- | --- | --- | --------------------------------------------------------------------------------------------------- |
| 2022 | New Gold Cracker Island | — | — | — | — | UK56 (3 Wo.)UK | — | Erstveröffentlichung: 31. August 2022 Verkäufe: + 40.000; Gorillaz feat. Tame Impala & Bootie Brown |

## Musikvideos
| Jahr | Titel                           | Regie                       |
| ---- | ------------------------------- | --------------------------- |
| 2008 | Half Full Glass of Wine         |                             |
| 2010 | Solitude Is Bliss               | Megaforce                   |
| 2010 | Lucidity                        | Robert Hales                |
| 2011 | Expectation                     | Clemens Habicht             |
| 2012 | Elephant                        |                             |
| 2012 | Feels Like We Only Go Backwards | Joe Pelling & Becky Sloan   |
| 2013 | Mind Mischief                   | David Wilson                |
| 2015 | ’Cause I’m a Man                | Dan Dipaola & Megan McShane |
| 2015 | Let It Happen                   | David Wilson                |
| 2015 | The Less I Know the Better      | Canada                      |
| 2020 | Lost in Yesterday               | Terri Timely                |
| 2025 | End of Summer                   | Julian Klincewicz           |

## Sonderveröffentlichungen
| Jahr | Titel Album                                            | Anmerkungen                                                             |
| ---- | ------------------------------------------------------ | ----------------------------------------------------------------------- |
| 2012 | Children of the Moon The Flaming Lips and Heady Fwends | Erstveröffentlichung: 21. April 2012 The Flaming Lips feat. Tame Impala |
| 2018 | My Life –                                              | Erstveröffentlichung: 5. März 2018 Zhu feat. Tame Impala                |

| Jahr | Titel Album                                                                       | Anmerkungen                           |
| ---- | --------------------------------------------------------------------------------- | ------------------------------------- |
| 2012 | That’s All for Everyone Just Tell Me That You Want Me: A Tribute to Fleetwood Mac | Erstveröffentlichung: 14. August 2012 |

| Jahr | Titel Soundtrack                                        | Anmerkungen                                            |
| ---- | ------------------------------------------------------- | ------------------------------------------------------ |
| 2014 | Backwards Divergent: Original Motion Picture Soundtrack | Erstveröffentlichung: 11. März 2014 mit Kendrick Lamar |

## Statistik

### Chartauswertung
|                     | AU    | DE    | AT    | CH    | UK    | US    |
| ------------------- | ----- | ----- | ----- | ----- | ----- | ----- |
| Nummer-eins-Alben   | AU2AU | DE—DE | AT—AT | CH—CH | UK—UK | US—US |
| Top-10-Alben        | AU4AU | DE1DE | AT1AT | CH1CH | UK2UK | US2US |
| Alben in den Charts | AU6AU | DE3DE | AT2AT | CH3CH | UK3UK | US3US |

|                       | AU    | DE    | AT    | CH    | UK    | US    |
| --------------------- | ----- | ----- | ----- | ----- | ----- | ----- |
| Nummer-eins-Singles   | AU—AU | DE—DE | AT—AT | CH—CH | UK—UK | US—US |
| Top-10-Singles        | AU—AU | DE—DE | AT—AT | CH—CH | UK—UK | US—US |
| Singles in den Charts | AU6AU | DE—DE | AT—AT | CH—CH | UK6UK | US—US |

### Auszeichnungen für Musikverkäufe
| Goldene Schallplatte - Australien - 2019: für das Lied The Moment - 2021: für das Lied Half Full Glass of Wine - Belgien - 2021: für die Single The Less I Know The Better - Brasilien - 2024: für die Single New Person, Same Old Mistakes - 2024: für das Lied One More Hour - Dänemark - 2023: für das Lied The Slow Rush - 2024: für die Single Borderline - Frankreich - 2019: für das Album Currents - 2024: für die Single Borderline - 2024: für das Album The Slow Rush - Italien - 2023: für das Album Currents - 2024: für die Single Borderline - Kanada - 2018: für das Album Currents - 2018: für das Album Lonerism - 2018: für die Single Elephant - 2018: für die Single The Less I Know The Better - 2022: für die Single New Gold - Neuseeland - 2020: für das Album Lonerism - Niederlande - 2016: für das Album Currents - Polen - 2023: für die Single Let It Happen - 2023: für das Album The Slow Rush - 2024: für die Single New Person, Same Old Mistakes - Portugal - 2022: für die Single Borderline - Spanien - 2024: für die Single Borderline - 2025: für die Single Let It Happen - Vereinigte Staaten - 2022: für das Lied The Moment - 2024: für das Lied Nangs - 2024: für das Lied Disciples - 2024: für das Lied One More Hour | Platin-Schallplatte - Australien - 2024: für die Single Is It True - Brasilien - 2024: für die Single Let It Happen - 2024: für die Single Borderline - 2024: für die Single Feels Like We Only Go Backwards - Dänemark - 2022: für die Single The Less I Know The Better - Italien - 2024: für die Single The Less I Know The Better - Neuseeland - 2022: für die Single Feels Like We Only Go Backwards - 2024: für das Album The Slow Rush - Polen - 2023: für das Album Currents - 2024: für die Single Borderline - Spanien - 2024: für die Single The Less I Know The Better 2× Platin-Schallplatte - Dänemark - 2025: für das Album Currents - Neuseeland - 2024: für die Single Let It Happen - Polen - 2021: für die Single The Less I Know The Better 3× Platin-Schallplatte - Neuseeland - 2024: für das Album Currents 5× Platin-Schallplatte - Neuseeland - 2024: für die Single The Less I Know The Better Diamantene Schallplatte - Brasilien - 2024: für die Single The Less I Know The Better |

Anmerkung: Auszeichnungen in Ländern aus den Charttabellen bzw. Chartboxen sind in ebendiesen zu finden.
| Land/RegionAuszeichnungen für Musikverkäufe (Land/Region, Auszeichnungen, Verkäufe, Quellen) | Silber     | Gold       | Platin       | Diamant  | Verkäufe   | Quellen              |
| -------------------------------------------------------------------------------------------- | ---------- | ---------- | ------------ | -------- | ---------- | -------------------- |
| Australien (ARIA)                                                                            | —          | 8× Gold8   | 28× Platin28 | —        | 2.240.000  | aria.com.au          |
| Belgien (BRMA)                                                                               | —          | Gold1      | —            | —        | 20.000     | ultratop.be          |
| Brasilien (PMB)                                                                              | —          | 2× Gold2   | 3× Platin3   | Diamant1 | 460.000    | pro-musicabr.org.br  |
| Dänemark (IFPI)                                                                              | —          | 2× Gold2   | 3× Platin3   | —        | 220.000    | ifpi.dk              |
| Deutschland (BVMI)                                                                           | —          | Gold1      | —            | —        | 200.000    | musikindustrie.de    |
| Frankreich (SNEP)                                                                            | —          | 3× Gold3   | —            | —        | 200.000    | snepmusique.com      |
| Italien (FIMI)                                                                               | —          | Gold1      | Platin1      | —        | 125.000    | fimi.it              |
| Kanada (MC)                                                                                  | —          | 5× Gold5   | —            | —        | 200.000    | musiccanada.com      |
| Neuseeland (RMNZ)                                                                            | —          | Gold1      | 12× Platin12 | —        | 307.500    | radioscope.co.nz NZ2 |
| Niederlande (NVPI)                                                                           | —          | Gold1      | —            | —        | 20.000     | nvpi.nl              |
| Polen (ZPAV)                                                                                 | —          | 3× Gold3   | 4× Platin4   | —        | 230.000    | olis.pl              |
| Portugal (AFP)                                                                               | —          | Gold1      | —            | —        | 5.000      | Einzelnachweise      |
| Spanien (Promusicae)                                                                         | —          | 2× Gold2   | Platin1      | —        | 120.000    | elportaldemusica.es  |
| Vereinigte Staaten (RIAA)                                                                    | —          | 12× Gold12 | 9× Platin9   | —        | 15.000.000 | riaa.com             |
| Vereinigtes Königreich (BPI)                                                                 | 3× Silber3 | 6× Gold6   | 6× Platin6   | —        | 5.400.000  | bpi.co.uk            |
| Insgesamt                                                                                    | 3× Silber3 | 49× Gold49 | 67× Platin67 | Diamant1 |            |                      |